# Parafia św. Grzegorza Wielkiego w Krakowie
Parafia św. Grzegorza Wielkiego w Krakowie – parafia rzymskokatolicka należąca do dekanatu Wawrzeńczyce archidiecezji krakowskiej w Ruszczy przy ulicy Jeziorko.
Została utworzona w XIV wieku. Kościół parafialny, wybudowany w 1413, konsekrowany w XVI wieku.

## Terytorium parafii
Miejscowości: Branice, Chałupki, Dojazdów, Krzysztoforzyce, Łuczanowice, Przylasek Rusiecki, Przylasek Wyciąski, Ruszcza, Wadów, Wyciąże.